# Чижевський Герман Михайлович
Герман Михайлович Чижевський (рос. Герман Михайлович Чижевский, нар. 1928, Москва) — російський радянський письменник-фантаст та художник-ілюстратор.

## Біографія
Герман Чижевський народився у 1928 році в Москві. Закінчив біологічний факультет Московського державного університету та художньо-графічний факультет Московського поліграфічного інституту. Літературну творчість розпочав з 1962 року, коли вийшло друком його оповідання «Архітойтіс». Наступного року вийшла друком повість письменника «У хащах часу» (рос. В дебрях времени) про подорож на машині часу в минуле, де герої повісті знайомляться з давно вимерлими тваринами. Повість вийшла під редакцією Аркадія Стругацького, який суттєво переробив твір, що спричинило невдоволення першого автора. Наступні роки вийшли друком низка фантастичних оповідань Чижевського, зокрема «Як жовтий Джек спустився з гір», «У мареві атола», «Гамадріади підстерігають у саду», які сам ілюстрував. У 1964 році разом із двома іншими письменниками Олександром Колпаковим та Юрієм Котляром написав листа до ЦК ВЛКСМ з критикою книг інших письменників-фантастів видавництва «Молодая гвардия», зокрема братів Стругацьких, Аріадни Громової, Єремія Парнова. Також Герман Чижевський був художником-ілюстратором низки фантастичних та пригодницьких творів, зокрема повісті Лайона Спрег де Кемпа «З рушницею на динозавра», повісті Олександра Волкова «Мандрівники у третє тисячоліття», Джерома Біксбі «Американська дуель», Гайнца Нойкірхена «Пірати», та низку інших. Після 1980 року Герман Чижевський не публікувався.

### Повісті
- 1963 — В дебрях времени

### Оповідання
- 1962 — Архитойтис
- 1964 — Как жёлтый Джек спустился с гор
- 1965 — За завесой ливня
- 1966 — В мареве атолла
- 1969 — Гамадриады подстерегают в саду
- 1975 — Прыгайте, Фримелл, — мы не задерживаем вас!

### Статті та нариси
- 1969 — Фораминиферы и нефть
- 1971 — Звериными тропами джунглей
- 1975 — Бушующие спирали
- 1975 — Под парусов летучею грядой